# Tatsumi Iida
Tatsumi Iida (飯田 健巳 Iida Tatsumi?), född 22 juli 1985 i Kanagawa prefektur, är en japansk fotbollsspelare.
Iida började sin karriär 2008 i Tochigi SC. 2009 flyttade han till Yokohama FC. Han gick tillbaka till Tochigi SC 2010. 2011 flyttade han till Kataller Toyama. Han spelade 62 ligamatcher för klubben. Han avslutade karriären 2017.